# Samostanska kapela Bezgrašnog Srca Marijina u Zagrebu
Samostanska kapela Bezgrašnog Srca Marijina katolička je kapela koja se nalazi u gradskoj četvrti Črnomerec u Kvaternikovoj ulici. Izgrađena je 1977. godine. Nalazi se u sklopu samostana sv. Klare u kojem žive sestre klarise. Neki izvori ovaj objekt nazivaju crkvom, a drugi kapelom.
U kolovozu 1977. godine zagrebački nadbiskup Franjo Kuharić svečano je blagoslovio crkvu i samostan. U svibnju 1985. godine zagrebački pomoćni biskup Mijo Škvorc svečano je posvetio samostansku crkvu Bezgrešnog Srca Marijina.

## Povijest
Za vrijeme Drugog svjetskog rata 1944. godine, iz splitskog samostana dvije časne sestre dolaze u Zagreb te mole Nadbiskupijski ordinarijat da primi sestre klarise u Zagrebačku nadbiskupiju. Preporukom zagrebačkog nadbiskupa Alojzija Stepinca privremeno borave na Vrhovcu u Zagrebu, kod Milosrdnih sestara Svetoga Križa. Godine 1946. pridružuju im se još dvije sestre te se sele u samostan franjevaca u Samobor.
Godine 1948. kanonski je osnovan Samostan svete Klare Bezgrešnog Srca Marijina.
Godine 1964. klarise kupuju kuću u zagrebačkom naselju Mikulići na Črnomercu, te je preuređuju u samostan. Dograđuju i novi dio samostana te crkvu te podižu klauzurni zid. Godine 1968. klauzura je zatvorena.
Godine 2020. stariji je dio samostana znatno oštećen u potresima koji su pogodili Zagreb. Godine 2022. uklonjen je oštećeni dio te je započela dogradnja samostana koja traje i u 2025. godini.

## Galerija
- Prednje pročelje
- Pogled na prezbiterij
- Oltar u svetištu
- Slika iznad oltara
- Svetohranište u svetištu